# Séminaire des Missions étrangères de Paris
Le Séminaire des Missions étrangères de Paris, ou Séminaire des Missions étrangères (Seminarium Parisiense pro Missionibus ad exteras gentes), est une maison de formation de prêtres missionnaires français à Paris. Il a été fondé en 1663 par François Pallu, disciple d'Alexandre de Rhodes. Le séminaire est dirigé par la Société des Missions étrangères de Paris depuis sa fondation.
Délocalisé à Meudon, puis Bièvres à la fin du XIXe siècle, le Séminaire accueille aujourd'hui principalement le Conseil des Missions étrangères ainsi que des prêtres asiatiques qui se forment à l'Université catholique de Paris. Le Séminaire des Missions étrangères accueille aussi la formation des Volontaires des Missions étrangères et les sessions de formations des aspirants aux Missions étrangères, qui sont formés dans différents séminaires en France et à Rome.

## Histoire

### La fondation d'un «Séminaire pour la Conversion des Infidèles dans les Paÿs estrangers»

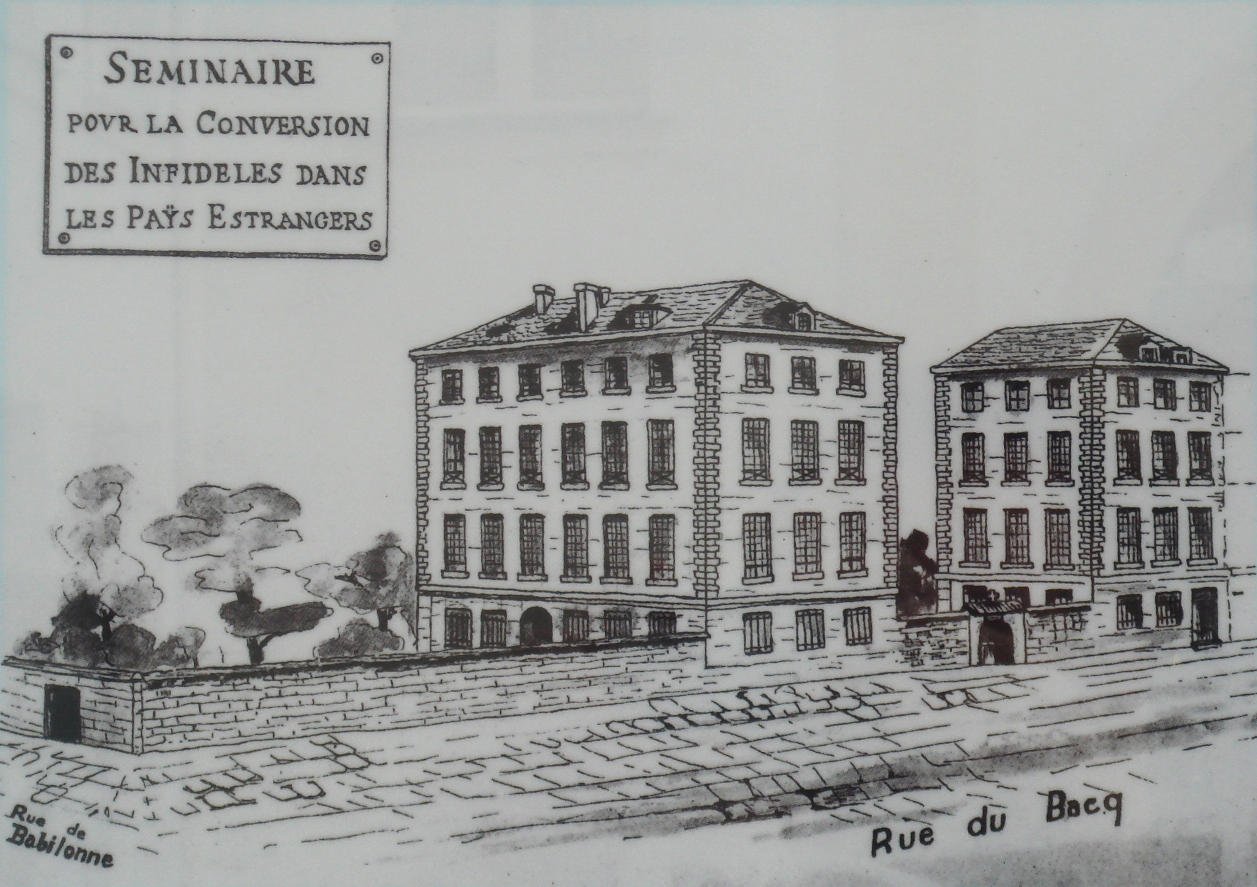
Dans sa lettre patente approuvant la fondation du Séminaire des Missions étrangères, Louis XIV avait demandé que le Séminaire soit appelé le Séminaire pour la conversion des Indifèles dans les paÿs estrangers, mais c'est finalement le nom de Séminaire des Missions étrangères qui l'emporte.

Pendant leur séjour à Rome en 1658, Pierre Lambert de La Motte et François Pallu, les deux fondateurs principaux des Missions étrangères de Paris, rédigent un Mémorial qui contient déjà le projet de l'établissement d'un séminaire à Paris pour « vaquer à la conversion des infidèles ».
Après avoir rassemblé le premier groupe d'aspirants aux Missions à Château de la Couarde à La Queue-les-Yvelines, où les futurs missionnaires sont accueillis par Madame de Miramion, bienfaitrice des Missions, François Pallu, premier vicaire apostolique, obtient en 1663, l’achat de la propriété de l’évêque de Babylone Jean Duval, entre la rue du Bac et la rue de Petite Grenelle, que concrétise le projet d’un établissement spécifiquement destiné à la formation des candidats aux missions lointaines. Le père Vincent de Meur en est élu premier supérieur le 11 juin 1664.
La reconnaissance du Saint-Siège est accordée le 10 août 1664. Dans sa lettre patente approuvant la fondation du Séminaire des Missions étrangères, Louis XIV avait demandé que le Séminaire soit appelé le Séminaire pour la conversion des Indifèles dans les paÿs estrangers, mais c'est finalement le nom de Séminaire des Missions étrangères qui l'emporte. La définition du statut juridique du Séminaire sera fixée dans les années suivantes. Placé sous la juridiction de l’abbé de Saint-Germain de 1663 à 1668, il passera ensuite sous celle de l’archevêque de Paris, par le règlement de 1716, complété celui de 1700 sur règlement de la maison de Paris. Cette juridiction de l’archevêque de Paris, qui fait du Séminaire un établissement autonome des missions dont ils gérait les biens, sera la cause de tensions entre les vicaires apostoliques et les directeurs du Séminaire.
En 1672, sept ans après la rédaction des Monita ad Missionarios issus du premier synode réuni en 1665 à Ayutthaya par les premiers vicaires apostoliques, dont Pierre Lambert de la Motte, qui fixent les premières règles de conduite des missionnaires, François Pallu se fait le porte-parole d’une demande de préparation plus spécifique à la pastorale missionnaire avant le départ des aspirants. En plus de la lecture du concile de Trente, du Catéchisme et du Rituel romain, ainsi que des Aphorismes de Corvinius pour le droit canon, il y est recommandé de veiller de façon primordiale à la formation spirituelle des aspirants.
Entre 1674 et 1680, trois volumes des Relations des Missions et des voyages des évêques français et de leurs missionnaires sont publiés dans le but de susciter des vocations. Si les besoins des missions sont croissants, le discernement n'en est pas moins rigoureux. Monseigneur Pallu est catégorique, dans son choix de faire primer la qualité sur la quantité.

« Si vous voulez faire des missionnaires, il faut faire des saints. »

— François Pallu, Lettre
À partir de 1687, le séminaire héberge donc de plus en plus de jeunes aspirants qui ne sont pas encore prêtres « pour avoir le temps de mieux les former ». En 1700, il y a une trentaine de missionnaires issus du Séminaire de la rue du Bac en Asie.
Le XVIIIe siècle est une période de crises religieuse, politique et économique qui bouleversent la société française. Pendant 49 ans, jusqu'à sa mort en 1736, le père Jacques-Charles de Brisacier participe comme supérieur du Séminaire à la construction de ses bâtiments. Les débuts de son administration sont marqués par la construction de la Chapelle des Missions étrangères, dont la première pierre est solennellement posée le 24 avril 1683; il fait également construire le Séminaire tel qu’il resta jusqu’en 1869, sauf les modifications intérieures aménagées vers 1745. Les querelles avec les jésuites, les désaccords internes et les rebondissements de la crise janséniste ont malheureusement des effets très néfastes sur le recrutement des Missions étrangères. En 1780, il ne reste plus que trente-cinq missionnaires, dont cinq évêques, pour cinq missions, soit seulement cinq de plus qu’en 1700.

### De la crise révolutionnaire à la Restauration
À la fin de l'année 1791, plus d'un an avant la Terreur, le père Thomas Bilhère organise secrètement le culte réfractaire au Séminaire des Missions étrangères, où les pères sont connus comme ardemment anticonstitutionnels. Les pères sont protégés du décret contre les prêtres réfractaires du 7 mai 1792 les condamnant à l'exil par le veto de Louis XVI. Or, lors de la procession de la Fête-Dieu, le 6 juin 1792, le Supérieur, le père Martin Hody, refuse d'ouvrir ses portes aux paroissiens de l'église Saint-Sulpice, mais cède finalement à une foule furieuse. Quelques énergumènes reviennent plus tard en représailles, enferment certains pères, en tabassent d'autres, et enfoncent la porte du père Bilhère. Après les perquisitions dans la nuit du 16 au 17 août 1792, les directeurs s'enfuient à Amiens, Rome et Londres.
Le père Thomas Bilhère revient à Paris en janvier 1796 et met tout en œuvre pour racheter le Séminaire des Missions étrangères, avec la confiance de ses confrères qui lui demandent de prendre « toutes les précautions possibles » pour assurer pour la propriété du Séminaire. L'ouverture quasi-systématique du courrier contraint le père Bilhère à s'exprimer à mots couverts et à prendre le pseudonyme de « citoyenne Lucie », allant jusqu'à se déguiser pour vérifier les dégradations imposées au Séminaire de la rue du Bac, transformé en caserne. Il éprouve bien des difficultés et des oppositions, notamment des religieuses de Saint-Thomas de Villeneuve chez lesquelles il loge rue de Sèvres et pour qui acheter des biens dérobés à l'Église serait scandaleux, car cela reviendrait à se rendre complice du délit révolutionnaire. Néanmoins, il réussit le 21 mai 1798, par l'entremise d'un certain Monsieur Salmon à racheter le Séminaire.
Quatorze nouveaux prêtres envoyés clandestinement durant ces vingt-trois années de sommeil entre 1792 et le rétablissement définitivement confirmé par Louis XVIII le 2 mars 1815.

### L'expansion missionnaire du Séminaire des Martyrs jusqu'au concile Vatican II
Après avoir manqué de disparaître pendant la Révolution, le Séminaire des Missions étrangères renaît après la chute du Premier Empire avec une vigueur accrue. Alors que son enseignement de base ne diffère guère de celui des séminaires diocésains dont la plupart de ses aspirants sont issus, le développement de l’esprit romantique alimenté, à l'école de Chateaubriand, par le prestige des martyrs issus de ses rangs va conférer à l’établissement de la rue du Bac un pouvoir d’attraction sans précédent sur les jeunes clercs français tentés par la mission et le conduire à son apogée.
C'est en effet sous le long supériorat du père Charles-François Langlois que s'amorce ce renouveau dans la première moitié du XIXe siècle. Le 3 août 1843, le père Langlois, en présence du vicaire général du diocèse de Paris, du père Eglée, de cinq docteurs, dont Joseph Récamier, et de membres du Conseil de la Congrégation pour la Propagation de la Foi, ainsi que du frère du martyr, reconnaît officiellement les reliques de saint Pierre Dumoulin-Borie, rapportées de Corée après son exécution. C'est ainsi qu'est commencée la Salle des Martyrs qui deviendra un lieu de dévotion et de prière pour les jeunes missionnaires, morts en mission. Au cours de son mandat de vingt-cinq ans, il envoie 247 missionnaires en mission en Asie, soit presque autant que le nombre de missionnaires envoyés depuis le premier départ des missionnaires Pierre Lambert de la Motte, François Pallu et Ignace Cotolendi en 1660. Il ouvre ainsi de nouveaux champs de mission, confiées par le pape Grégoire XVI ; c'est ainsi qu'il envoie les premiers missionnaires au Tibet, comme Nicolas Krick, ou en Corée, comme Pierre Maubant.
À partir du milieu du XIXe siècle, l’augmentation très sensible du nombre des aspirants entraîne, outre l’extension des locaux, une adaptation progressive du règlement. Le père François Albrand, directeur des aspirants avant d'être élu supérieur le 2 février 1855, participe à cette transformation du Séminaire. Parmi les jeunes missionnaires qu'il envoie en Extrême-Orient, plusieurs meurent martyrs, comme Théophane Vénard, qui célèbre sa messe de départ le 16 septembre 1852. Il promeut l’idée d’admettre régulièrement des aspirants, non encore prêtres, au Séminaire qui, jusqu’alors, n’acceptait qu’exceptionnellement ceux qui n’avaient pas reçu l'ordination sacerdotale. Il les réunit, en 1841, en une communauté spéciale qui s’installa à Meudon, dans une propriété nouvellement achetée, et qui servira de maison de campagne au Séminaire jusqu'au milieu du XXe siècle. De six départs en 1820, en effet, on passera à douze en 1830, trente-et-un en 1860, soixante-deux en 1889.
À la fin du XIXe siècle, le père Prosper-Bernard Delpech voit continuellement augmenter le chiffre des aspirants, qui en 1900 dépasse les trois cents. La conséquence est l'accroissement du nombre des missionnaires qui, en 1867, au commencement de son supériorat, était de 348, et s'élève à 1 305 en 1904, au moment où il quitte cette fonction. Il ouvre ainsi une nouvelle antenne du Séminaire à Bièvres en 1890. Face à la montée de l'anticléricalisme, et aux lois qui menacent la survie du séminaire, les séminaristes devront aller finir leurs études au Collège général de Penang en Malaisie actuelle.
La Première Guerre mondiale va irrémédiablement modifier la situation des Missions étrangères. Dans les premiers mois du conflit, cent trois séminaristes sont mobilisés, en avril 1918 six autres partent pour le front. Sur les cinquante membres de la Société tués au combat, on compte vingt-quatre aspirants. Après la Guerre, la formation au Séminaire va à la fois se spécialiser, et s'ouvrir sur le monde. Certains séminaristes sont envoyés au Séminaire français de Rome pour y acquérir des grades canoniques.

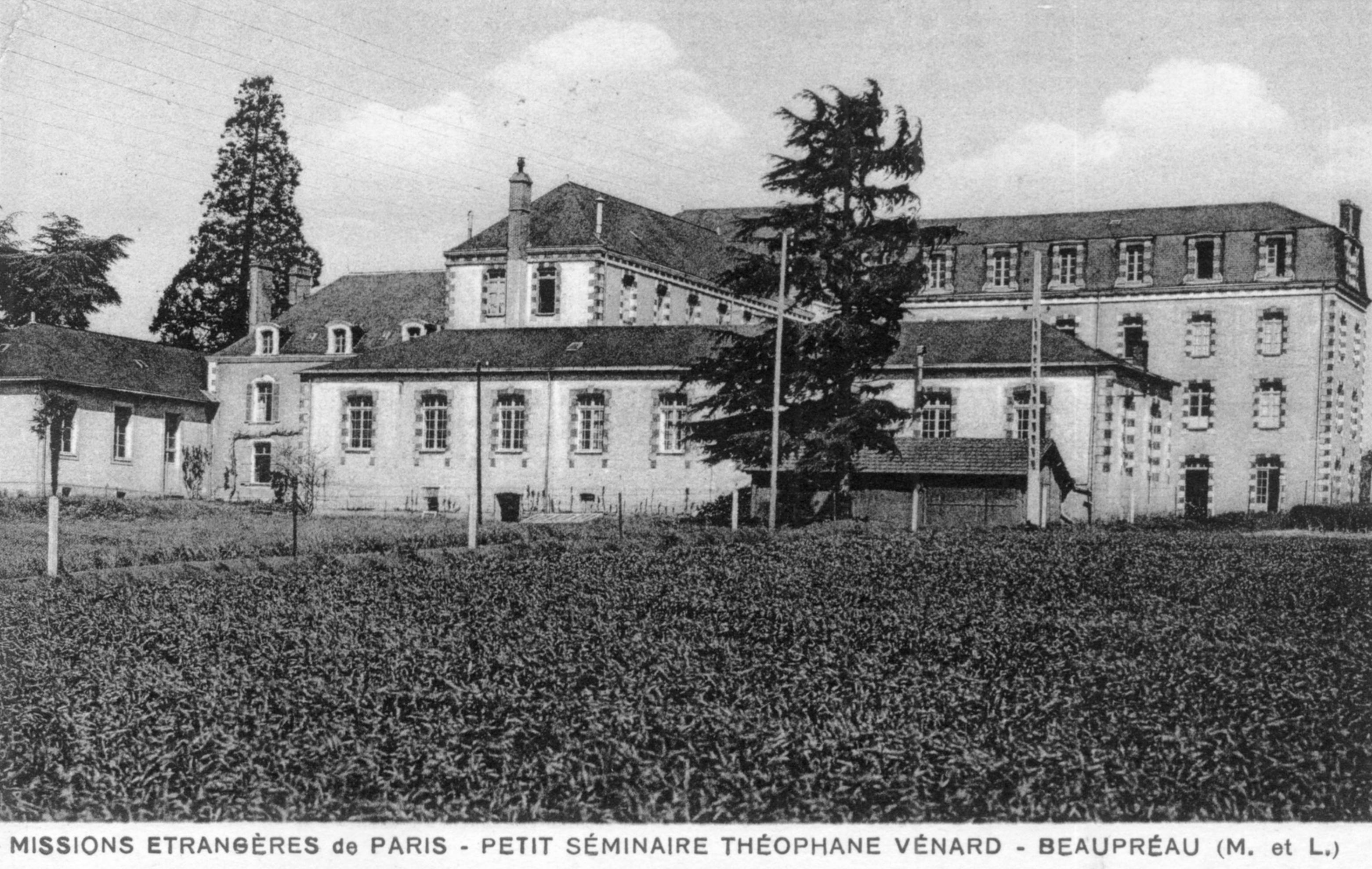
Petit-séminaire des Missions Etrangères de Beaupreau, dans le Maine-et-Loire.

En 1931, pour tenter de relancer le recrutement qui s’essouffle, Jean de Guébriant achète aux lazaristes la maison de Beaupreau, dans le Maine-et-Loire, pour y installer le premier petit séminaire des Missions étrangères, appelé séminaire Théophane-Vénard en hommage au célèbre martyr qui y avait été pensionnaire. En 1937, le P. J. Thibaud ouvre à Mesnil-Flins (Meurthe-et-Moselle) un autre établissement du même genre, dédié lui aussi à un martyr du Tonkin, l'École missionnaire Augustin Schoeffler.
À la fin des années cinquante, commencent à se manifester les signes avant-coureurs d’une crise majeure qui touche l’ensemble de l'Église et aboutit au concile Vatican II. Malgré le renouveau apporté par le concile, notamment du décret sur l'activité missionnaire de l'Église Ad Gentes à la rédaction duquel participent de nombreux vicaires apostoliques, le Séminaire n'arrive pas à s'extraire de la crise sociale en France et des conséquences de la décolonisation. En raison de la raréfaction des candidats, on regroupe les sections de philosophie et de théologie à la rue du Bac, puis en 1961 au séminaire de l’Immaculée-Conception de Bièvres. Ce changement brutal constitue un rude choc pour la maison de Paris qui se vide de ses offices dans la chapelle. À la rentrée de 1969, il reste seulement une quinzaine de séminaristes. En 1976, le séminaire de Bièvres est fermé et vendu en 1980.

### La reconversion
Dans la deuxième moitié du XXe siècle, l'instabilité politique et les limitations de la liberté religieuse poussent les directeurs des Missions étrangères à accueillir des prêtres asiatiques pour poursuivre leur formation à Paris. D'abord venus du Vietnam, ceux-ci proviennent aujourd'hui de la plupart des pays d'Asie, et occupent de façon stable le Séminaire des Missions étrangères, momentanément privés de séminaristes.
À partir de 1990, encouragés par le pape Jean-Paul II qui d'une part appelle de nouveau les jeunes à se consacrer à la vie missionnaire dans l'encyclique Redemptoris missio, et d'autre part canonise des centaines de martyrs d'Asie dont vingt-trois saints martyrs des Missions étrangères, les entrées au Séminaire se multiplient. Les Constitution de 1986 conseillent alors de les envoyer dans différents séminaires en France, comme le Séminaire des Carmes ou le Séminaire Saint-Sulpice, et de compléter leur formation par des sessions régulières au Séminaire, rue du bac.
Le Séminaire des Missions étrangères accueille aussi depuis le début XXIe siècle les sessions de formation du Volontariat MEP, développé par le père Georges Colomb. L'entreprise du volontariat correspond à un désir de la jeunesse chrétienne au XXIe siècle de renouer avec la radicalité évangélique.

## Fonctionnement
Le Séminaire des Missions étrangères est placé, en vertu des Constitutions de la Société, sous la direction du Supérieur général de la Société, et de son Conseil. Un des directeurs de ce Conseil, appelé le Directeur des aspirants, est préposé à la formation des candidats. Les candidats, ou séminaristes des Missions étrangères, sont également appelés « aspirants aux missions ».
Depuis les origines, la formation sacerdotale classique de prêtre diocésain est complétée par une formation plus spécifiquement missionnaire. Cette double identité, sacerdotale et missionnaire, se voit périodiquement remise en question, au cours des siècles, par des bouleversements majeurs de l’histoire et des mentalités : de la crise janséniste à la Révolution française, de l’Empire à la République, de la première guerre mondiale à la décolonisation, pour aboutir aux questionnements fondamentaux engendrés par le concile Vatican II et la révolution culturelle de mai 1968.
Aujourd'hui, les aspirants aux Missions étrangères, au nombre de 21, reçoivent une formation dans les différents séminaires de France et de Rome à laquelle s'ajoute quatre sessions annuelles de formation spécifique à la théologie des missions, ainsi que des missions sur le terrain en Asie et dans l'Océan Indien.

## Bâtiments

### Le Séminaire de Paris

#### Les Bâtiments généraux

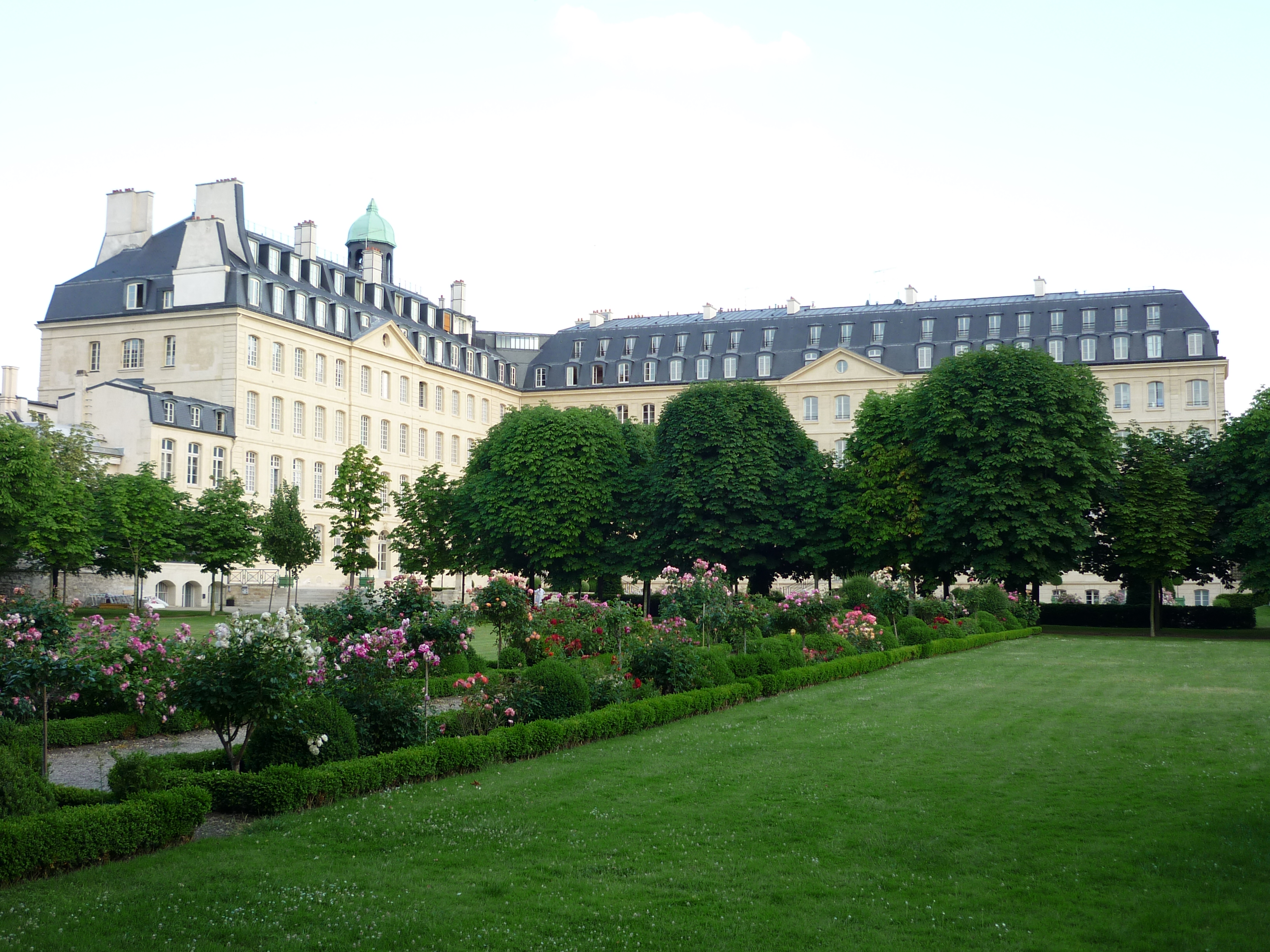
Le Séminaire des Missions étrangères de Paris, vu du jardin.

Le Séminaire des Missions étrangères ayant toujours conservé son siège rue du Bac depuis sa fondation, les plus anciennes parties des bâtiments généraux sont donc d'origine. Les premiers grands travaux sont dirigés par le père Jacques-Charles de Brisacier. Une nouvelle aile, dans un style homogène, est ajoutée au XIXe pour répondre à l'augmentation exponentielle des aspirants aux Missions.

#### La Chapelle

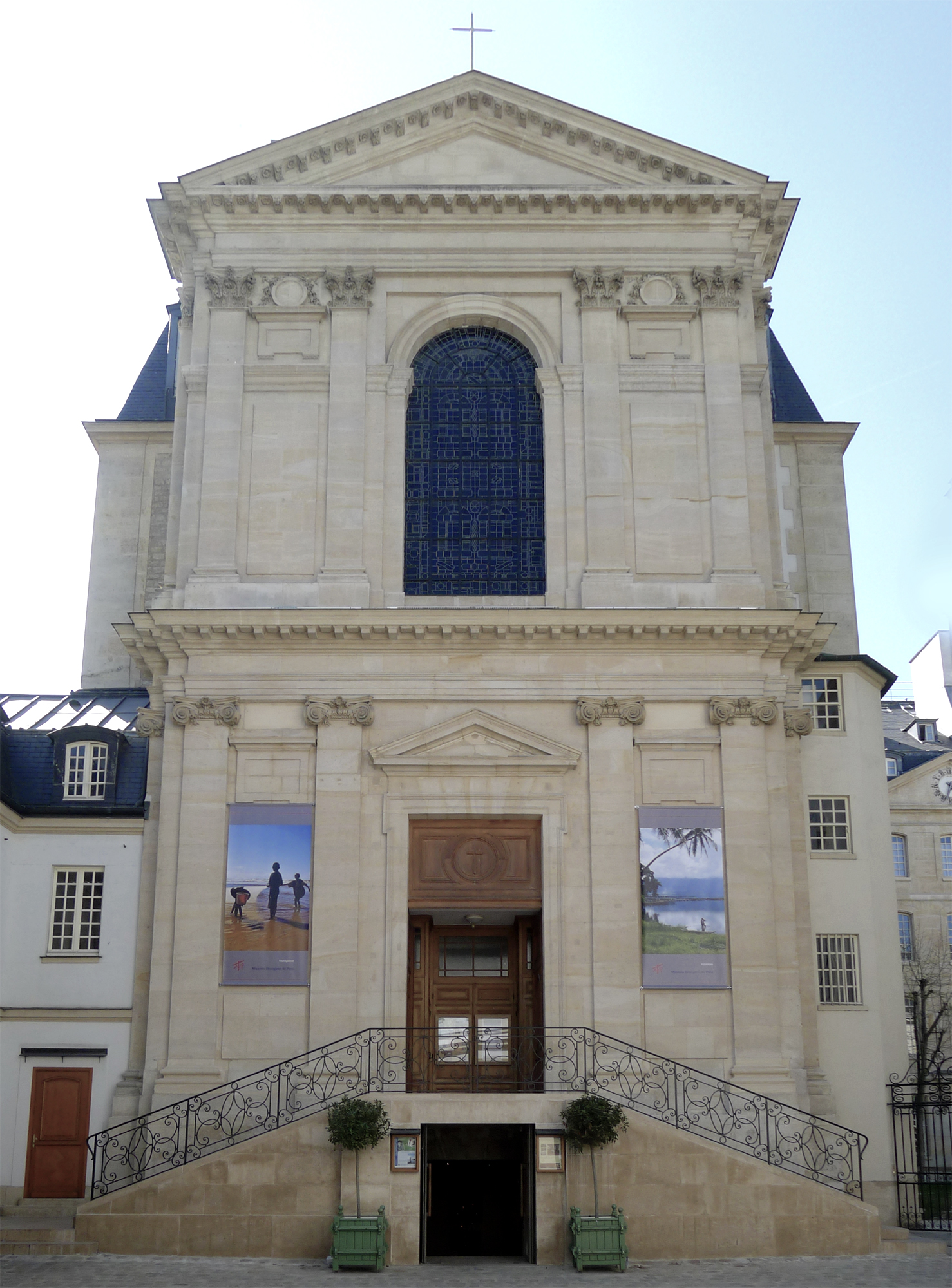
Façade de la Chapelle de l'Épiphanie au Séminaire des Missions étrangères.

La construction de la chapelle de la société des Missions étrangères débute en 1683 sous la direction de l’architecte Pierre Lambert, architecte du roi. Auparavant, elle occupe l’une des salles du rez-de-chaussée du bâtiment principal, béni le 27 octobre 1663 en présence de l’évêque de Babylone mais aussi de Bossuet qui prononce un sermon de circonstance.
La chapelle est en plan en croix latine, terminé par une abside polygonale.
Sa façade « à la romaine » est divisée de deux ordres superposés à pilastres et couronnée d'un fronton triangulaire. On y accède par un grand escalier rampe-sur-rampe. Au premier niveau se trouve une porte rectangulaire avec des pilastres ioniques et des niches et au second niveau, une baie en plein-cintre parées de pilastres corinthiens.
L'ensemble de la chapelle est couverte d'une charpente lambrissée.

#### Le Jardin
Un jardin « à la française » attenant au Séminaire a été dessiné par un disciple de Le Nôtre après approbation du Maître, et n'a subi que très peu de modifications depuis le XVIIe siècle. Le jardin est planté de nombreuses essences rares, rapportées le plus souvent par les missionnaires en voyage au bout du monde. Des vastes pelouses sont flanquées d'allées bordées de marronniers, de pêchers et de cerisiers, et sont traversées par des massifs de rosiers sauvages.
Un oratoire, à l'angle nord-ouest du jardin, est construit vers 1844, à la demande du directeur des aspirants, le père François Albrand. Les aspirants aux Missions étrangères s'y réunissaient chaque soir pendant un mois pour prier pour les missionnaires qui venaient de partir. On allumait à cette occasion un cierge sur lequel étaient inscrits les noms des partants. Cette tradition remonterait au naufrage du Mercedes en mer de Chine en 1860, où huit missionnaires trouvèrent la mort. Dans cet oratoire, autour de la statue de la Vierge, figurent les noms de divers missionnaires canonisés en particulier par Jean-Paul II.

### Le Séminaire de Meudon

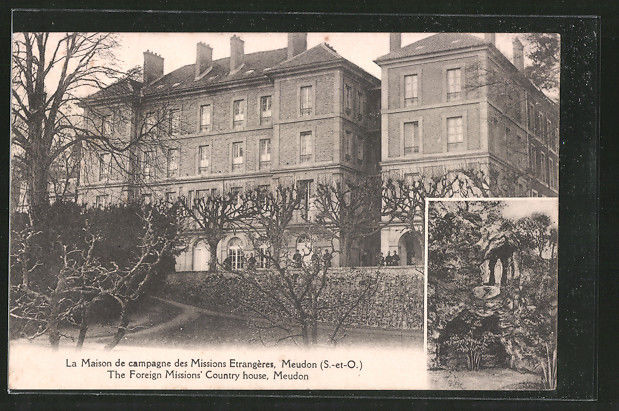
Maison de Meudon.

En 1842, le séminaire fait l’acquisition d'une maison de Meudon sur les bords des fortifications du Mont Valérien. La maison est voulue comme lieu de détente et noviciat. Après l'ouverture d'une section de philosophie au séminaire en 1877, et pour accueillir les séminaristes toujours plus nombreux, un nouveau centre de formation ouvre en 1883 à Meudon où des travaux d’agrandissement ont été effectués pour les accueillir. Les aspirants se dévouent à ce qu'on appelait l'Œuvre des carrières, qui consiste dans la visite hebdomadaire (le mercredi, jour de congé) des ouvriers travaillant dans les carrières de Meudon. En 1890, les pensionnaires de Meudon, qui ont dépassé le nombre de 80, déménagent dans le nouveau séminaire de l’Immaculée-Conception (ou Bel-Air) installé à Bièvres.
Pendant la Première Guerre mondiale, la Maison sert d'ambulance. Après la Guerre, des retraitants logent régulièrement à la Maison de Meudon, notamment entre 1922 et 1937, les retraitants des cercles thomistes de Jacques et Raïssa Maritain, accueillis par le père Jean Bibollet.

### Le Séminaire de Bièvres

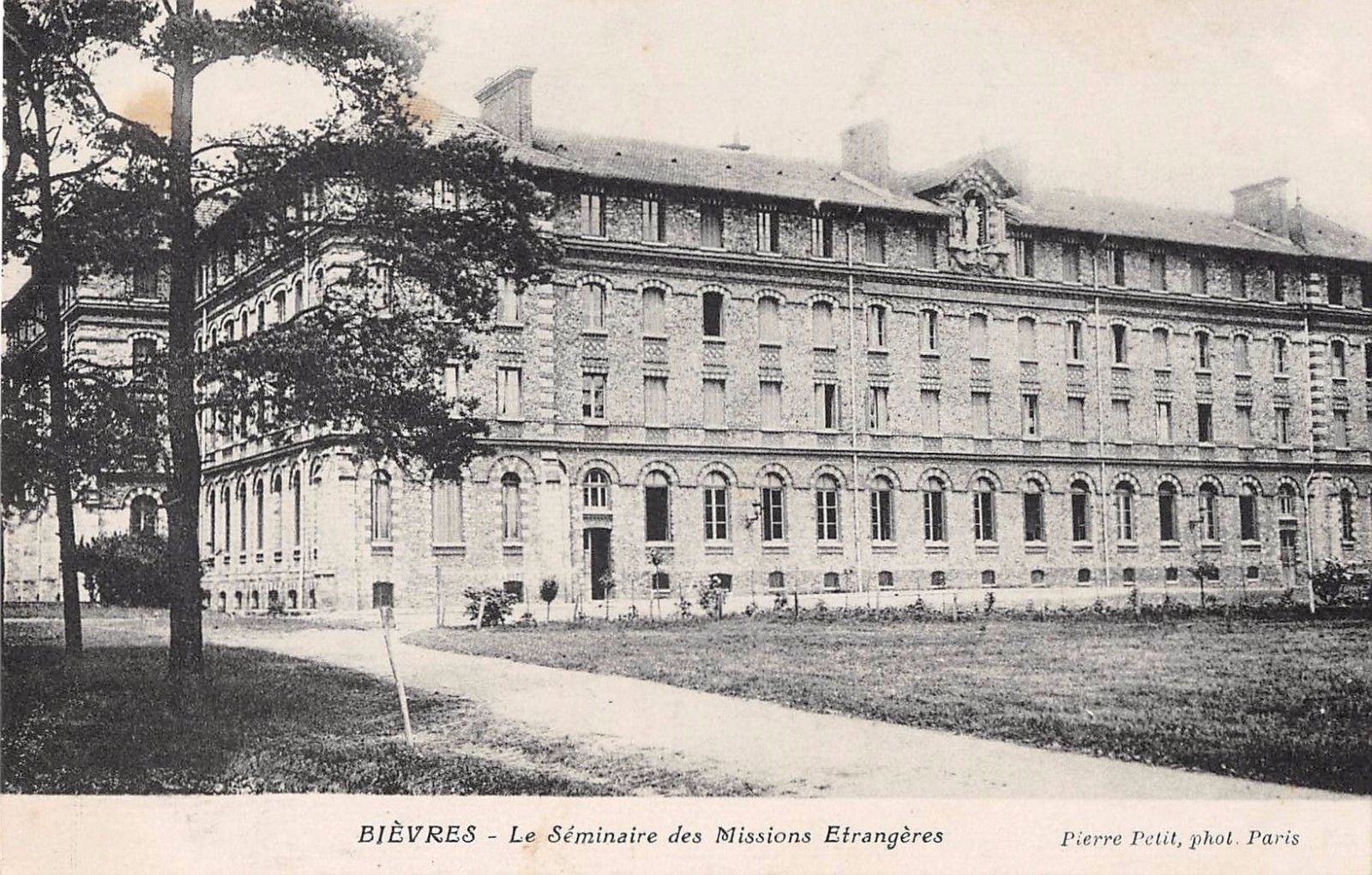
Le séminaire de Bièvres.

Grâce à un don de Théodore de Gargan, le père Prosper-Bernard Delpech ouvre une nouvelle antenne du séminaire à Bièvres en 1890. Très sobre, le château de Bel-Air est une belle construction rectangulaire d’un étage, à hautes fenêtres, perron sur les deux façades, toit d’ardoises percé de lucarnes. Il est en revanche endommagé par la Guerre franco-prusse et par la Commune de Paris. L’inauguration a donc lieu, après travaux du séminaire et de la chapelle, le 22 octobre 1890. Les bâtiments s’avèrent rapidement exigus, aussi un donateur inconnu met à la disposition la somme nécessaire pour l’agrandissement du séminaire, une aile parallèle à la chapelle est construite. Pendant la Seconde Guerre mondiale, le séminaire est l’objet de réquisitions ; la première, le 5 septembre 1939, par l’autorité militaire comme hôpital, il porte alors le nom « d’Hôpital complémentaire V.R.78 », il sera occupé en totalité jusqu’au 12 juin 1940 ; la seconde, par les Allemands qui prennent possession du domaine le 20 juin. La Luftwaffe restera sur le site jusqu’en 1944. L’armée américaine prend le relais et occupe 5 hectares de terrain et bois jusqu’au 14 mars 1946. Les cours du séminaire reprennent calmement après leur départ. Par manque de séminaristes, le séminaire est vendu en 1980 au ministère de l’Intérieur qui y installe le RAID et une compagnie d’élite de CRS.